# Venus Express
Venus Express je prva samodejna raziskovalna sonda Venere, ki jo nadzira Evropska vesoljska agencija. Izstrelili so jo 9. novembra 2005. Trenutno se nahaja v Venerini tirnici in zbira znanstvene podatke. Sonda je narejena na osnovi vesoljske sonde Rosetta, inštrumenti pa večinoma izhajajo kot rezervne kopije iz sond Rosseta in Mars Express.

## Instrumenti
- ASPERA-4 (angleško Analyzer of Space Plasmas and Energetic Atoms) je namenjen raziskovanju plazemskih procesov v Venerinem ozračju.

- MAG (angleško The magnetometer) ije magnometer, ki je namenjen raziskovanju Venerinega magnetnega polja.

- PFS (angleško The Planetary Fourier Spectrometer) je instrument namenjen, ustvarjanju 3D toplotnega atlasa Venere.

- SPICAV (angleško Spectroscopy for Investigation of Characteristics of the Atmosphere of Venus) je spektrometer, ki je namenjen merjenju količine svetlobe, ki prodre skozi Venerino atmosfero.

- VeRa (angleško Venus Radio Science) je instrument, ki na Venero pošilja radijske valove in preučuje kako dobro prodirajo skozi Venerino ozračje.

- VIRTIS (angleško Visible and Infrared Thermal Imaging Spectrometer) je spektrometer namenjen predvsem raziskovanju plasti Venerine atmosfere, površja in temperature z uporabo Infrardečih žarkov.

- VMC (angleško The Venus Monitoring Camera) je kamera, s katero bo sonda fotografirala Venerino površje in snemala krajše filmčke.